# Pseudocotalpa sonorica
Pseudocotalpa sonorica är en skalbaggsart som beskrevs av Hardy 1974. Pseudocotalpa sonorica ingår i släktet Pseudocotalpa och familjen Rutelidae. Inga underarter finns listade i Catalogue of Life.